# Parchís
El parchís es la adaptación española del juego de mesa de origen indio pachisi, similar al ludo. Es un juego de 2 a 4 jugadores, aunque hay versiones para más jugadores, formado por un tablero característico con un circuito en forma de cruz latina de 68 casillas y cuatro «casas», cada una de ellas y cuatro fichas por jugador, de diferentes colores: amarillo, rojo, verde y azul.
El objetivo del juego consiste en llevar todas las fichas desde la salida hasta la meta, recorriendo todo el circuito, por el que se puede «comer» o eliminar el resto de fichas oponentes en su avance. Gana el primer jugador que consiga meter todas sus fichas en la meta.
Además de en España, el juego es popular en países como Colombia, conocido como parqués; Marruecos y otros países europeos como Alemania o Suiza, conocido allí como Eile mit Weile.

## Historia

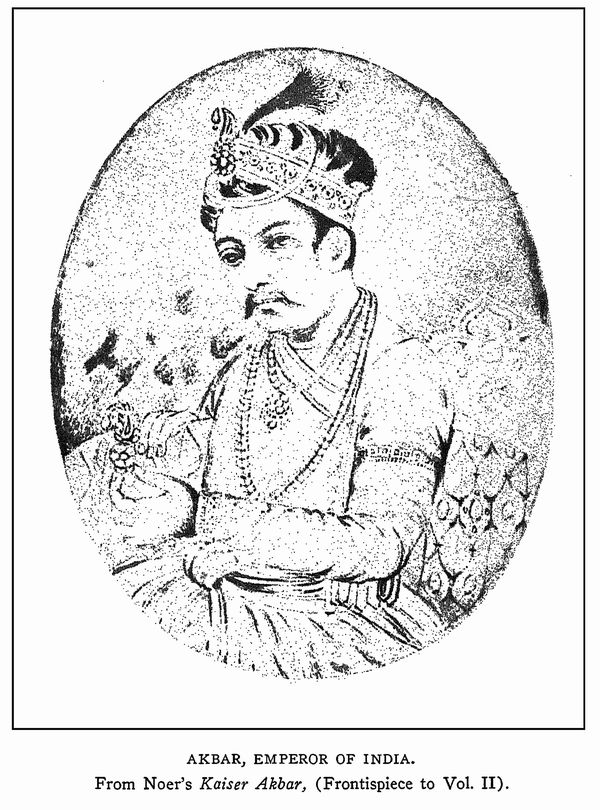
Retrato del emperador Akbar.

El parchís está basado en un juego originario de la India, llamado pachisi, inspirado en las carreras de caballos  por lo que en algunos juegos antiguos aún las fichas son piezas con forma equina, aunque posteriormente este concepto derivó en fichas con forma de gorro frigio, simples círculos o figuras abstractas; inventado por Akbar el Grande, conquistador de la India en el siglo XVI.
También se pueden apreciar los origines ecuestres en los movimientos de las fichas como el 'salto' o 'comer'. Esta última representando el momento en el que un jinete alcanzaba a otro y acababa con él durante la batalla. La palabra usada en el juego original era 'degollar' pero también se reformuló para la versión comercial española. 
El nombre proviene de la palabra pacisi, que significa ‘veinticinco’ en hindi ya que veinticinco era el máximo resultado posible que se podía obtener al lanzar las conchas que hacían las veces de dados.

## Reglas
No existe un único reglamento para el parchís, ni tampoco una única terminología. Lo que sigue va a tener numerosas variantes y sólo se van a comentar algunas de ellas:

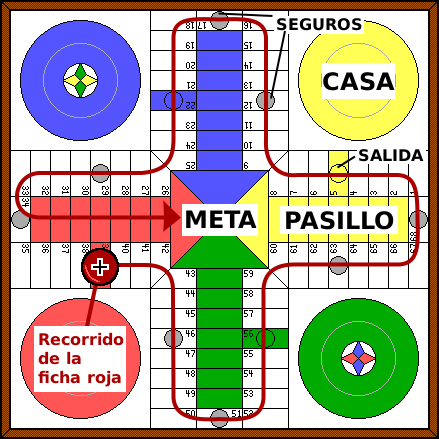
Terminología

0. La terminología típica es la siguiente:
| Términos                     | Descripción |
| Casas o cárceles             | Zonas cuadradas coloreadas de las esquinas del tablero                                                                                        |
| Casillas                     | Cada una de los recuadros por donde pueden avanzar las fichas.                                                                                |
| Casillas normales            | Cada una de los recuadros numerados y no coloreados.                                                                                          |
| Salidas                      | Casillas rectangulares, coloreadas y numeradas que hay junto a cada casa o cárcel.                                                            |
| Seguros                      | Cada una de las casillas rectangulares numeradas grises o marcadas de alguna manera.                                                          |
| Metas o casas                | Casillas triangulares coloreadas del centro del tablero                                                                                       |
| Llegadas o pasillos de meta. | Casillas coloreadas justo antes de una meta, incluido el seguro.                                                                              |
| Bloqueos o barreras          | Formada por 2 fichas en una misma casilla que impide el paso.                                                                                 |
| Puentes                      | Formada por 2 fichas en una misma casilla que permiten el paso.                                                                               |
| Contarse 10 o 20             | Significa que un jugador debe avanzar una de sus fichas diez o veinte casillas al realizar cierta acción en el juego.                         |
| Comerse                      | Cuando una ficha ocupa la posición de una ficha de diferente color, la captura y esta última debe moverse a su casa (excepto en los seguros). |
| Despachurrar                 | Parecido de comer; es capturar la ficha de otro jugador en la propia casilla de salida; el que captura no se cuenta nada.                     |

1. Será necesario un tablero de parchís para cuatro jugadores. Podrán jugar de dos a cuatro jugadores. Cada jugador elegirá un color: amarillo, azul, rojo o verde. Cada jugador deberá disponer de cuatro fichas de su color, de un dado cúbico con las caras numeradas del 1 al 6 y de un cubilete. Si fuera necesario los jugadores podrán compartir el dado o lanzar el dado directamente con la mano.
- Variantes: Existen tableros no cuadrados que emplean más de cuatro colores y que están diseñados para permitir jugar a más de cuatro jugadores.

2. El juego va a desarrollarse por turnos de manera que cada jugador cederá el turno al jugador de su izquierda de acuerdo a los colores del tablero. Antes del primer turno de juego los jugadores lanzarán el dado para decidir cual de ellos va a empezar. Lo hará el que saque la puntuación más alta y si hubiera empate los jugadores empatados volverían a lanzar.
- Variantes: Cada jugador le cederá el turno al jugador de su derecha.

3. Cada jugador lanzará el dado una sola vez durante su turno. La excepción ocurriría al obtener un 6 que se repetiría una segunda vez el lanzamiento y hasta una tercera y última vez tras dos 6 seguidos. No vale pasar y el jugador deberá aceptar la puntuación del dado y lo que exijan las reglas. Si hubiera varias opciones elegiría una de esas opciones. Si sólo hubiera una opción el jugador la cumpliría obligatoriamente. Únicamente cuando la puntuación y las reglas no permitan hacer nada el jugador no hará nada.
4. Al empezar el juego todas las fichas estarán en las casillas de las esquinas de acuerdo a su color. Estas casillas se denominan cárceles. Si un jugador tiene las cuatro fichas en su cárcel y saca un 5 con el dado deberá poner dos fichas en la casilla coloreada y numerada que hay junto a la cárcel que se denomina salida.
- Variantes: Un jugador sólo sacará dos fichas de la cárcel con su primer 5 durante la partida. Si posteriormente sus cuatro fichas regresaran a la cárcel sólo sacaría una. Otra posibilidad es que siempre salga una única ficha de la cárcel. Las cárceles pueden ser llamadas casas y entonces los triángulos coloreados del centro pasan a llamarse metas.

5. Las fichas se moverán en sentido contrario a las agujas del reloj. Empezarán en la salida, seguirán por las casillas numeradas, luego entrarán en los pasillos de casillas coloreadas no numeradas que hay cerca del centro y finalmente alcanzarán la casilla triangular coloreada del centro que se denomina casa. En general un jugador avanzará una única de sus fichas el número de casillas que muestre el dado. Las cárceles y las casas son las únicas casillas donde podrá haber más de dos fichas. Las fichas que alcancen la casa no volverán a moverse más.
- Variantes: Se tolerarán más de dos fichas en la misma casilla en el caso de los puentes. Las cárceles también pueden llamarse casas y entonces los triángulos coloreados del centro pasan a llamarse metas. Los pasillos coloreados y no numerados pueden llamarse llegadas.

6. Un jugador que tenga una, dos o tres fichas en la cárcel y una o ninguna ficha en la salida de su color y que saque un 5 con el dado tendrá la opción de utilizar esa puntuación para mover una de sus fichas desde la cárcel a la salida.
- Variantes: Si un jugador tiene fichas en la cárcel y la posibilidad de sacar una de ellas por haber obtenido un 5 entonces será obligatorio sacarla de la cárcel y no tendrá la opción de avanzar otra de sus fichas cinco casillas.

7. Si un jugador no tiene ninguna ficha en el cárcel y saca un 6, el movimiento que corresponde a alguna de sus fichas es siete.
8. Si un jugador saca tres veces 6 dentro de su turno y utilizó el segundo 6 para mover una ficha el tercer 6 será utilizado obligatoriamente para mover esa ficha a la cárcel. En el caso de que esa ficha alcance el pasillo el tercer 6 simplemente no será tenido en cuenta y la ficha permanecerá en su lugar.
9. Dos fichas del mismo color en la salida de su color forman una barrera. Ninguna ficha podrá ser movida hasta una barrera ni pasando sobre una barrera. Si un jugador tiene una barrera y saca un 6 deberá mover una de las fichas de la barrera, siempre que el movimiento sea posible.
- Variantes: Si los puentes pueden tener un número elevado de fichas siempre será posible abrir una barrera.

10. En todas las casillas podrá haber dos fichas del mismo color. Las casillas sombreadas y numeradas que no son salidas se denominan seguros. En las salidas y en los seguros podrá haber dos fichas incluso de diferente color. Si dos fichas ocupan la misma casilla y no forman una barrera se dice que forman un puente. Ninguna ficha podrá moverse hasta un puente pero siempre será posible mover una ficha pasando sobre ese puente.
- Variantes: Siempre será posible mover una ficha a una casilla donde exista un puente de manera que podrán acumularse tres o más fichas. Si un jugador moviera una de sus fichas hasta una casilla ocupada por dos fichas de otro jugador y luego este jugador moviera una de sus dos fichas podrán quedar dos fichas de diferente color en la misma casilla formando puente aún cuando ésta no fuera una salida ni un seguro.

11. Si una ficha está sola en una casilla numerada y no coloreada ni sombreada y hasta esa casilla se mueve una ficha de otro color se dice que la ficha que se mueve se come a la ficha parada. La ficha comida deberá ser movida a la cárcel y el jugador que haya comido deberá avanzar alguna de sus fichas veinte casillas. Se dice que se cuenta veinte.
- Variantes: El jugador que coma se contará veintiuna.

12. Si un jugador saca de la cárcel dos fichas y en la salida hay otras fichas esas fichas serán despachurradas. Si un jugador saca una ficha de la cárcel y en la salida hay una ficha de su color y otra de otro jugador la ficha del otro jugador será despachurrada. Si un jugador saca una ficha de la cárcel y en la salida hay dos fichas de otros jugadores el jugador que esté sacando su ficha de la cárcel decidirá cual de las dos fichas está despachurrada. Las fichas despachurradas regresarán a su cárcel. El jugador que despachurra las fichas de otros jugadores no se cuenta nada.
- Variantes: Un jugador podrá comerse fichas de otros jugadores en su salida contándose veinte o veintiuna habiendo siempre un límite de dos fichas en las salidas. En la misma línea de si hubiera varias fichas de otros jugadores en la salida y no se toleraran puentes de tres o más fichas ocurriría que el jugador que saque su ficha de la cárcel no podría elegir cual despachurrar o comerse y sería la última ficha que llegó a esa salida la que se iría a la cárcel. Otra opción será que pueda haber varias fichas de otros colores en la salida incluso con una barrera siempre que esas fichas estuvieran allí antes de formarse esa barrera y en tal caso podrían seguir moviéndose hacia delante.

13. Las fichas deberán llegar a su casa con una puntuación exacta. Es decir, que una ficha a la que le sobren puntos no podrá ser movida. Si un jugador mete una ficha en su casa se contará diez con alguna de sus otras fichas.
- Variantes: Las fichas podrán rebotar en sus casas entendiéndose que se moverán hacia atrás la puntuación sobrante llegando finalmente a sus casas en próximos turnos con la puntuación exacta. Si un jugador alcanzara la meta con una de sus fichas se contaría once con otra.

14. Ganará el primer jugador que consiga meter sus cuatro fichas en su casa. Entonces ya no necesitará volver a lanzar el dado. Después podrá haber un segundo puesto y un tercer puesto. El jugador que todavía tenga alguna ficha fuera de su casa cuando los demás hayan terminado la partida será el perdedor.
- Variantes: No existirán los puestos segundo y sucesivos y la partida concluirá con un único ganador y todos los demás serán perdedores.

## Parchís por parejas
En el parchís por parejas, los compañeros se sitúan en extremos opuestos del tablero, con lo que una pareja utilizará el azul y el verde y la otra el rojo y el amarillo.
Las reglas son las mismas que en el parchís individual con las siguientes diferencias:
1. Gana la pareja que antes meta sus fichas
2. Cuando un jugador de la pareja meta sus cuatro fichas, la tirada de su turno contará para su compañero.

## Parchís con 2 dados
Una versión del juego habitual en Internet es el parchís con 2 dados. Esta modalidad permite un juego mucho más estratégico y rápido, ya que los jugadores pueden mover en su turno 2 fichas con el valor de cada dado. 
Las reglas de esta modalidad son un reflejo de las del juego con 1 dado. Donde todas las reglas que aplicaban al sacar un 6, ahora se aplican al sacar el mismo número en ambos dados (dobles). Por ejemplo: en vez de sacar un 6 para repetir turno, se debe sacar el mismo valor con los 2 dados (un doble); para sacar una ficha de casa, es suficiente con que ambos dados sumen 5; etc.
Esta modalidad fue creada originalmente en 2004 por el estudio español de videojuegos Exelweiss Entertainment para el portal web Mundijuegos, y que rápidamente prevaleció sobre la modalidad clásica de un dado. Debido a su popularidad, en 2006 fue adaptado para móviles, y otros portales web y aplicaciones móviles adoptaron estas reglas en sus juegos de parchís. El 27 de septiembre de 2010 conseguiría el Guinness World Record con el mayor número de jugadores de parchís simultáneos.
Variantes:
- En una variante, al jugar Parchís con 2 dados, las reglas aplicables al obtener un 5, cambian su ejecución al obtener un 6.

## Apuestas en el parchís
Versión del juego con apuestas que se puede jugar tanto individual como por parejas. Consiste en que cada vez que la ficha de un jugador sea comida deberá pagar una cantidad previamente establecida. También se deberá pagar esa misma cantidad por cada ficha que no se haya metido en la meta a todos los jugadores que sí la hayan metido. El ganador recibirá, aparte de los premios en comidas y fichas metidas, una cantidad - previamente pactada - de cada uno de los otros jugadores. En caso de sacar un tercer 6 consecutivo, además de que la última ficha movida se vuelve a la cárcel o casa, se pagará también una cantidad de dinero al final de la partida al jugador que resulte ganador.

## Parchís para personas invidentes

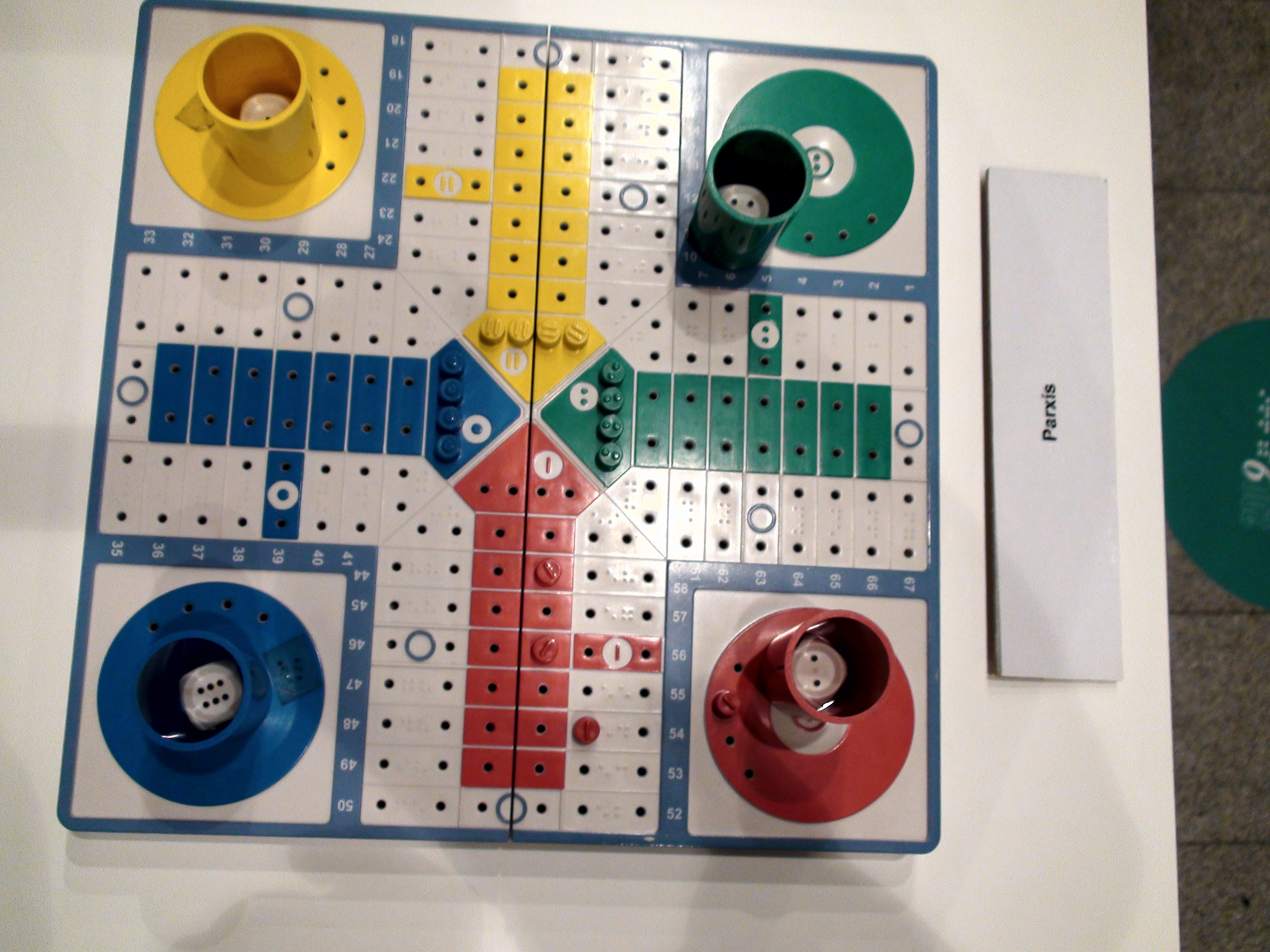
Parchís adaptado

Existen parchís adaptados para personas ciegas, tanto las fichas, el tablero y los dados están adaptados para que personas ciegas o con deficiencia visual puedan jugar. Cada ficha tiene en su parte superior 
un símbolo para poder identificarlas. Los signos superiores de las fichas pueden variar, lo habitual es que la fichas de color azul tengan un punto, las verdes 2 puntos, las rojas una línea y las amarillas 2 líneas. Cada casilla del tablero posee 2 orificios, para poder colocar las fichas.